# 霜凍優格
霜凍優格是用酸奶，有時用其他乳製品或非乳製品製成的冷凍甜點。它往往比冰淇淋酸，脂肪也比較少 ，因為它使用的是牛奶而不是奶油。它跟牛奶凍（近幾年被稱為低脂肪冰淇淋）和常見的霜淇淋不一樣。跟優格不同的是，霜凍優格不受美国食品药品监督管理局 （FDA） 監管，但是它受到美國一些州的監控。霜凍優格可能含有活性的酵母菌。

## 歷史
人們吃純優格已經有四千年以上的歷史，尤其是在中東和印度。二十世紀初，優格被引進美國，而在後來的幾十年中，它作為營養食品人氣穩步上升。1930年代，達能首次在美國販賣預先包裝的優格。1970年代，隨著冰淇淋的普及，人們使用冷凍和生產技術製造霜凍優格。然而，許多消費者抱怨酸奶的味道。
1981年，TCBY注意到消費者追求味道像冰淇淋但比它還健康的甜品，於是開創了第一家霜凍優格店。與早期推出的預先包裝優格不同，TCBY的優格是在現場通過機器售賣的。TCBY當時成為世界上最大的霜凍優格加盟店。隨後霜凍優格在1980年代流行。它在1986年的銷售額高達2500萬美元。在美國，科倫坡、南奇和卡倫小姐等品牌當時都非常有名。1990年代中期，霜凍優格佔有冷凍甜品市場的10％份額，銷售額超過3億美元。由於美國人開始注重高蛋白、高脂肪飲食，霜凍優格在90年代末期的需求驟減。2000年代，由於人們更傾向高脂低廉的冰淇淋，諸如霜凍優格的低脂食物不再像之前一樣流行。
2000年代中期，John Wudel發明了益生菌粉混合產品後，霜凍優格作為冷凍甜點行業中替代甜味劑的先驅，人們開始喜歡它。霜凍優格的乾性混合物使其首次進口到許多美國以外的國家。2005年，一家名為Pinkberry的加利福尼亚州小零售店向優格市場推出一種新的霜凍優格。2006年，Yogurtland在加利福尼亞州富勒頓開創第一家霜凍優格自助餐厅，為客人提供各式各樣的霜凍優格口味，任其選擇混合。這些歐洲特有的口味與美國西部的霜凍優格自助餐廳，讓霜凍優格再次受到世界各地的重視和喜愛。自助店的先驅Yogurtland，目前擁有超過320多家加盟店。這些店提供無牛奶、無糖和無麸质的霜凍優格。他們的公司還生產了自己的乳製品，使其能夠控制整個製作過程，確保高品質的產品。2013年，美國和許多其他國家的消費者對霜凍優格的需求達到了前所未有的程度，與70年代對霜凍優格的初次接觸有了明顯的對比。

## 生產
霜凍優格通常包含乳固體、某種甜味劑、乳脂肪、優格菌種（通常用保加利亞乳桿菌和嗜熱鏈球菌）以及調味料和色素。
乳脂肪約占優格的0.55-6％，其添加量與乳固體的量成反比，因為乳脂肪會使優格更加濃稠。乳固體佔優格體積的8-14％，提供乳糖的甜度和蛋白質的光滑性，並增加抗熔性。甘蔗或甜菜糖占了優格15-17％的成分。除了加入甜味之外，糖會增加優格中固體成分的體積，提升優格的口感。動物凝膠或植物添加劑（瓜爾豆膠，鹿角菜膠等）會穩定優格，減少結晶並提高優格融化的溫度。這種穩定性確保了霜凍優格在處理或溫度變化的情況下，都會保持光滑的稠度。
大公司經常使用專業的流水線生產霜凍優格。乳製品和穩定劑結合並均質化。在32℃時，加入乳酸菌培養。混合物保持在此溫度，直到它固化並準備冷卻。之後，將混合物在0至4℃的溫度下冷卻。一旦達到理想的溫度和粘度，就可以將優格置於熟化罐中長達四個小時。然後把甜味劑，調味料和色素混合，並將優格混合物在-6至-2℃的溫度下冷卻。為了產生更多的容量和光滑的稠度，當混合物攪拌時，會將空氣併入酸奶中。當產品中已經摻入足夠量的空氣，優格就會被迅速冷凍，以防止形成大塊冰晶，並儲存在一個寒冷的地方待運。
霜凍優格可以在霜淇淋機中製作，與霜淇淋製作方式大致相同。霜凍優格以粉末形式出售，需要與水或液體混合來準備倒入霜淇淋機器中。可以選擇具有高脂或低脂含量的混合物，而加入軟霜凍優格的空氣量是可變的。脂肪含量越高，優格能吸收的空氣越多。當混合物凝固時，隨著更多空氣的加入，產品的味道會越濃。

## 應用
霜凍優格已經大受歡迎，像冰淇淋一樣，並且有各種各樣的口味和風格。許多公司允許顧客選擇添加各種配料，從草莓、香蕉到迷你m&ms和奧利奧，或者要求裝在紙杯或甜筒中的霜凍優格。也有些賣家提供無糖種類。一些連鎖店生產的霜凍優格更接近原始配方，而其他公司則致力於讓霜凍優格嚐起來像冰淇淋。

## 其他用途
2010年5月，Google發布了其操作系統Android 2.2，代號為Froyo。Android的每一個主要版本都是以字母和甜點名稱排列的。